# 아야세역
아야세역(일본어: 綾瀬駅 아야세에키[*])은 일본 도쿄도 아다치구에 있는 철도역이다.

## 타는 곳
| 0    | 지요다 선 지선             | 기타아야세 행                                                                              |
| 1・2 | 지요다 선 (오다큐 선 직통) | 기타센주·니시닛포리·오테마치·요요기우에하라·가라키다 방면                                  |
| 2・3 | 조반 완행선                | 이 역을 종착역으로 하는 열차 및 회송 열차가 주로 사용한다. (2・3번 승강장의 선로가 공유됨) |
| 3・4 | 조반 완행선                | 가메아리·마쓰도·아비코·도리데 방면                                                         |

## 역 주변
이 철도역의 남쪽은 가쓰시카구이다.
- 아라카와강
- 아야세강

## 역사
- 1943년 4월 1일: 일본 국철 조반선의 철도역이 영업 개시.
- 1949년 7월 5일: 시모야마 사건.
- 1968년 2월 1일: 역 위치를 동쪽으로 250m 이전 및 입체화.
- 1971년 4월 20일: 지요다 선이 접속, 철도역 업무를 일본국유철도에서 제도고속도교통영단으로 이관.
- 1985년 3월 14일: 0번 승강장 사용 개시.

## 사진

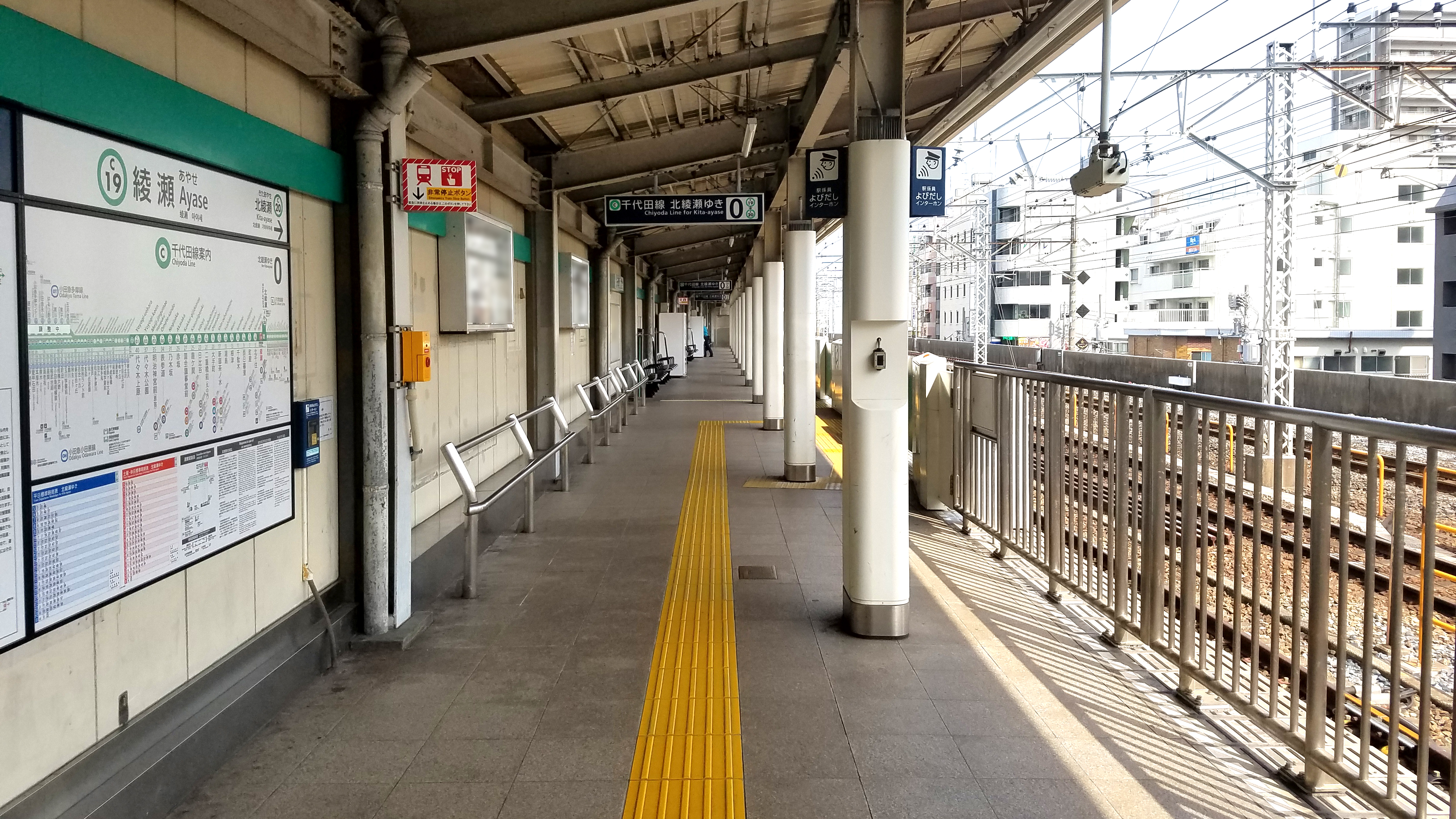
기타아야세 방면 승강장(2020년 4월)
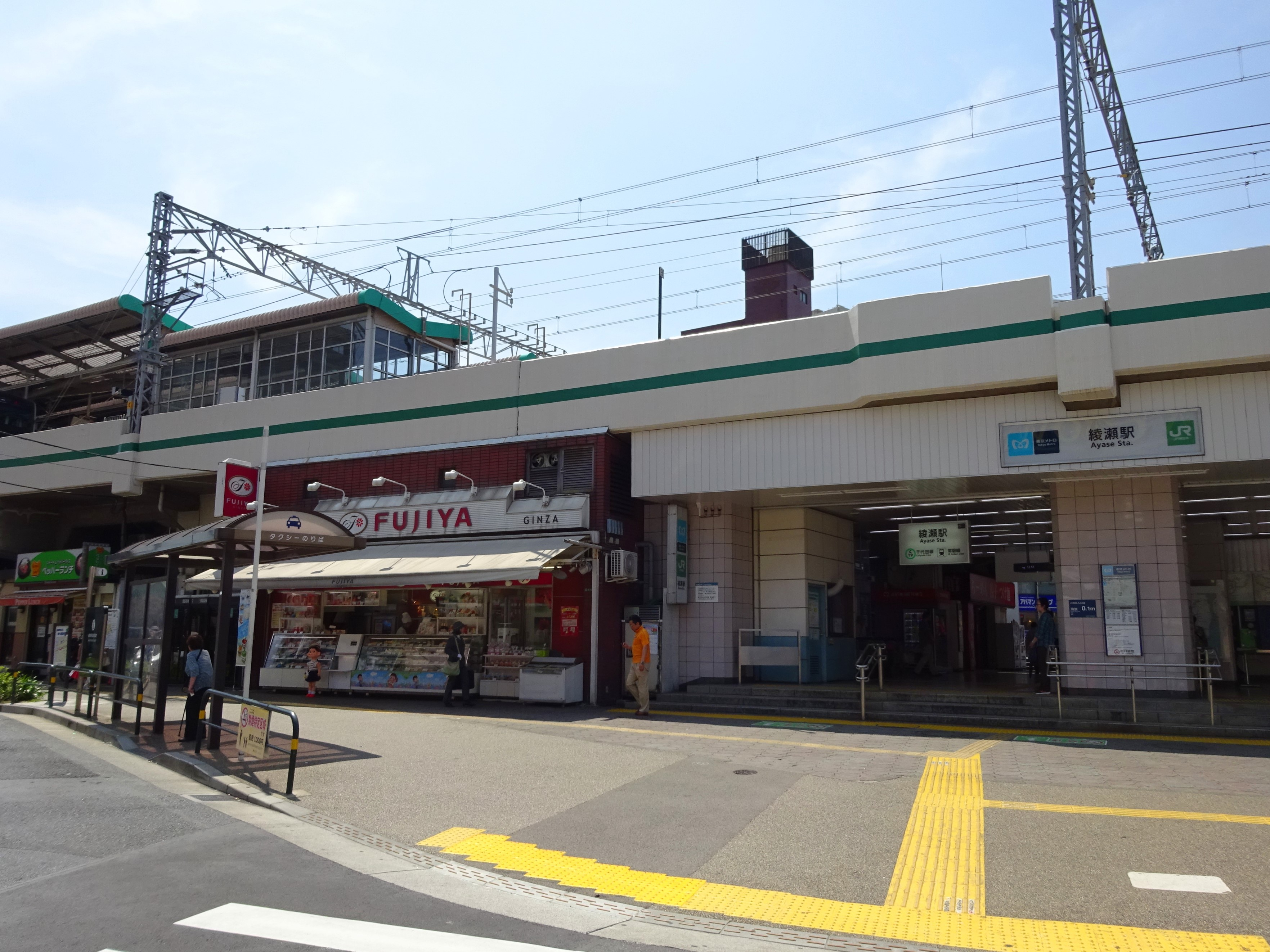
서쪽 출입구(2016년 6월)

## 인접역
| 도쿄 메트로 9호선 본선 · 기타아야세 지선   | 도쿄 메트로 9호선 본선 · 기타아야세 지선 | 도쿄 메트로 9호선 본선 · 기타아야세 지선 |
| ------------------------------------------ | ---------------------------------------- | ---------------------------------------- |
| C18 기타센주 요요기우에하라 방면           | 지요다 선 본선 · 기타아야세 지선         | C20 기타아야세 방면                      |
| 도쿄 메트로 9호선 · 동일본 여객철도 조반선 |                                          |                                          |
| C18 기타센주 요요기우에하라 방면           | 지요다 선 조반 완행선                    | JL 20 가메아리 도리데 방면               |